# Geografia de Lisboa

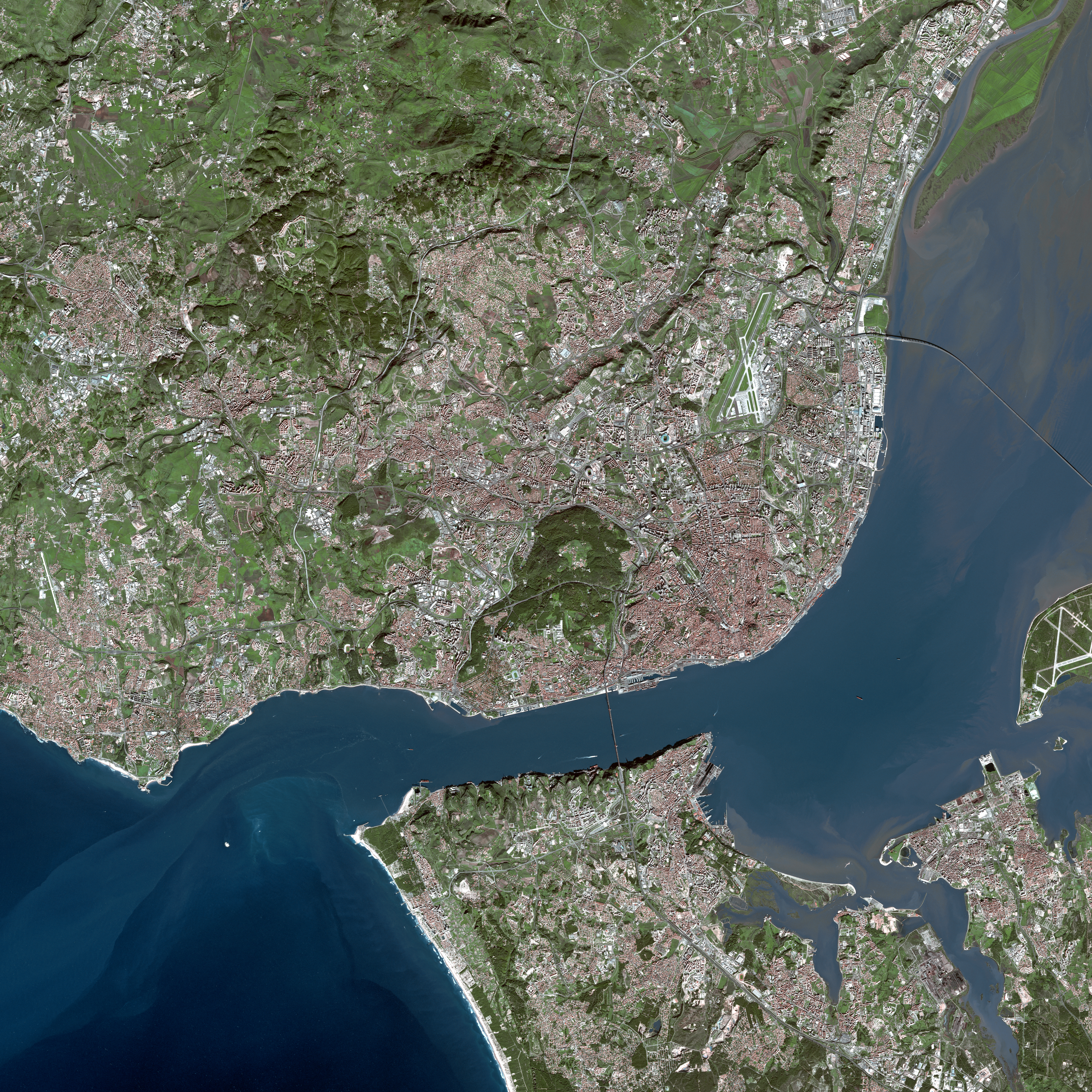
Imagem de satélite de Lisboa.

Localizada na margem direita do estuário do Tejo, a 38º42' N e a 9º00' W, com altitude máxima na Serra de Monsanto (226 metros de altitude), Lisboa é a capital mais ocidental da Europa. Fica situada a oeste de Portugal, na costa do Oceano Atlântico.
Os limites da cidade, ao contrário do que ocorre em grandes cidades, encontram-se bem delimitados dentro dos limites do perímetro histórico. Isto levou à criação de várias cidades ao redor de Lisboa, como Loures, Odivelas, Amadora e Oeiras, que são de facto parte do perímetro metropolitano de Lisboa. Mais recentemente, a sul do Tejo, mas pertencentes já ao distrito de Setúbal, Almada, Seixal e Barreiro são também casa para a expansão urbanística de Lisboa em particular após 1974, beneficiando da proximidade ao centro nevrálgico de Lisboa, embora com uma identidade claramente distinta da existente a norte do Tejo.
O centro histórico da cidade é composto por sete colinas, sendo algumas das ruas demasiado estreitas para permitir a passagem de veículos. A cidade serve-se de três funiculares e um elevador (Elevador de Santa Justa). A parte ocidental da cidade é ocupada pelo Parque Florestal de Monsanto, um dos maiores parques urbanos da Europa, com uma área de quase 10 km².
Lisboa tem ganho terreno ao rio com sucessivos aterros, sobretudo a partir do século XIX. Esses aterros permitiram a criação de avenidas, a implantação de linhas de caminho-de-ferro e a construção de instalações portuárias e mesmo de novas urbanizações como o Parque das Nações e equipamentos como o Centro Cultural de Belém.

## Clima
Lisboa é uma das capitais mais amenas da Europa, com um clima mediterrânico (Csa segundo a classificação climática de Köppen) fortemente influenciado pela Corrente do Golfo. A Primavera é fresca a quente (de 8 °C a 26 °C) com sol e alguns aguaceiros. O Verão é, em geral, quente e seco e temperaturas entre 16 °C a 35 °C. O Outono é ameno e instável, com temperaturas entre 12 °C e 27 °C e o Inverno é tipicamente chuvoso e fresco, também com algum sol). A temperatura mais baixa registada foi de -1.2 °C em 11 de fevereiro de 1956 e a mais elevada foi de 44.0 °C, em 4 de agosto de 2018. A temperatura da água do mar varia entre os 15 °C e 16 °C em Fevereiro e entre os 20 °C e 21 °C em Agosto e Setembro, sendo que a média anual é de 17.5 °C. Nas tardes de Verão, o vento tende a soprar moderado (por vezes forte) de noroeste. Pela sua condição geográfica, está entre as capitais europeias com Invernos mais amenos, sendo raras as temperaturas abaixo de zero e bastante esporádica a queda de neve; embora os registos mais recentes datem de 2006 e 2007, podem passar-se muitos anos sem que neve em Lisboa. [carece de fontes?]
| Dados climatológicos para Lisboa (1981-2010)     | Dados climatológicos para Lisboa (1981-2010) | Dados climatológicos para Lisboa (1981-2010) | Dados climatológicos para Lisboa (1981-2010) | Dados climatológicos para Lisboa (1981-2010) | Dados climatológicos para Lisboa (1981-2010) | Dados climatológicos para Lisboa (1981-2010) | Dados climatológicos para Lisboa (1981-2010) | Dados climatológicos para Lisboa (1981-2010) | Dados climatológicos para Lisboa (1981-2010) | Dados climatológicos para Lisboa (1981-2010) | Dados climatológicos para Lisboa (1981-2010) | Dados climatológicos para Lisboa (1981-2010) | Dados climatológicos para Lisboa (1981-2010) |
| Mês                                              | Jan                                          | Fev                                          | Mar                                          | Abr                                          | Mai                                          | Jun                                          | Jul                                          | Ago                                          | Set                                          | Out                                          | Nov                                          | Dez                                          | Ano                                          |
| ------------------------------------------------ | -------------------------------------------- | -------------------------------------------- | -------------------------------------------- | -------------------------------------------- | -------------------------------------------- | -------------------------------------------- | -------------------------------------------- | -------------------------------------------- | -------------------------------------------- | -------------------------------------------- | -------------------------------------------- | -------------------------------------------- | -------------------------------------------- |
| Temperatura máxima recorde (°C)                  | 22,6                                         | 24,8                                         | 29,4                                         | 32,2                                         | 34,8                                         | 41,5                                         | 40,6                                         | 44,0                                         | 37,3                                         | 32,6                                         | 25,3                                         | 23,2                                         | 42                                           |
| Temperatura máxima média (°C)                    | 14,8                                         | 16,2                                         | 18,8                                         | 19,8                                         | 22,1                                         | 25,7                                         | 27,9                                         | 28,3                                         | 26,5                                         | 22,5                                         | 18,2                                         | 15,3                                         | 21,5                                         |
| Temperatura média (°C)                           | 11,6                                         | 12,7                                         | 14,9                                         | 15,9                                         | 18,0                                         | 21,2                                         | 23,1                                         | 23,5                                         | 22,1                                         | 18,8                                         | 15,0                                         | 12,4                                         | 17,5                                         |
| Temperatura mínima média (°C)                    | 8,3                                          | 9,1                                          | 11,0                                         | 11,9                                         | 13,9                                         | 16,6                                         | 18,2                                         | 18,6                                         | 17,6                                         | 15,1                                         | 11,8                                         | 9,4                                          | 13,5                                         |
| Temperatura mínima recorde (°C)                  | 1,0                                          | −1,2                                         | 0,2                                          | 5,5                                          | 6,8                                          | 10,4                                         | 14,1                                         | 14,7                                         | 12,1                                         | 9,2                                          | 4,3                                          | 2,1                                          | −1,2                                         |
| Chuva (mm)                                       | 99,9                                         | 84,9                                         | 53,2                                         | 68,1                                         | 53,6                                         | 15,9                                         | 4,2                                          | 6,2                                          | 32,9                                         | 100,8                                        | 127,6                                        | 126,7                                        | 774                                          |
| Fonte: Instituto Português do Mar e da Atmosfera |                                              |                                              |                                              |                                              |                                              |                                              |                                              |                                              |                                              |                                              |                                              |                                              |                                              |

## Meio ambiente e áreas verdes

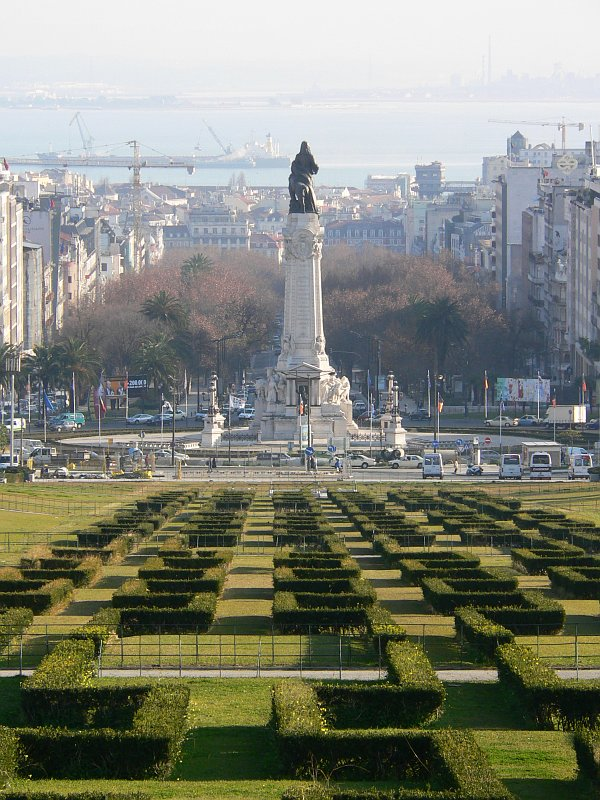
Parque Eduardo VII, em Lisboa

Lisboa é uma cidade repleta de espaços verdes, de variadas dimensões. Foi nesta cidade que surgiu o primeiro jardim botânico português: Jardim Botânico da Ajuda. Alguns dos jardins da cidade estão em processo de recuperação, no intuito da criação de um corredor verde na cidade, enquanto outras áreas, anteriormente concentrando elevados níveis de tráfego e poluição, estão a ser requalificadas, sendo o caso mais recente o da CRIL - 2ª Circular.
Em temos de qualidade do ar, apresenta níveis progressivamente descendentes de poluição atmosférica, embora ainda com partículas NO2 claramente superiores ao limite legal. Estes valores de partículas decorrem da utilização acima da média europeia de tráfego automóvel, por contraponto à utilização de transportes públicos, o que distingue Lisboa de outras capitais europeias. Em anos recentes, têm sido feitas melhorias dentro e fora de Lisboa no planeamento da rede de transportes públicos ferroviária e rodoviária, permitindo uma utilização mais eficiente e eficaz e, por consequência, menos poluição emitida.

Existem em Lisboa mais de uma centena de parques, jardins, quintas e tapadas, entre eles o Parque Eduardo VII, o Parque Florestal de Monsanto, o Jardim Botânico da Ajuda, o Jardim Botânico de Lisboa, o Jardim da Estrela, a Tapada da Ajuda, entre muitos outros. O Parque Florestal de Monsanto é o maior e mais importante parque da cidade, chamado o seu "Pulmão Verde", ao ser a única grande floresta em Lisboa (as outras mais próximas são a Tapada de Mafra, a Tapada da Ajuda e a Serra de Sintra). Por sua vez, destacam-se entre os jardins o Parque Eduardo VII, o Jardim Botânico da Ajuda e o Jardim Botânico de Lisboa. O primeiro por ser a maior zona verde no centro antigo de Lisboa, e os outros dois por possuírem uma variadíssima colecção de espécies arborícolas. Possui um aquário: o Aquário Vasco da Gama; e um oceanário: o Oceanário de Lisboa. A cidade também possui diversos jardins, sendo de destacar o Jardim Zoológico de Lisboa, o Jardim da Estrela, o Jardim Botânico da Ajuda e o Campo de Santana. Existem ainda importantes parques urbanos como o Parque Eduardo VII, o Parque da Bela Vista e o Parque José Gomes Ferreira. 

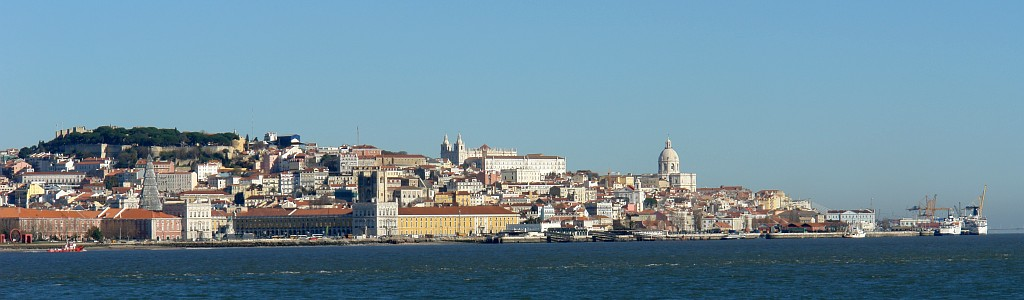
Vista panorâmica da região de Alfama

## Geologia
De maneira sumarizada, Lisboa está dividida em três sectores: Sudoeste (Monsanto-Ajuda-Alcântara), com basaltos do Complexo Vulcânico de Lisboa e calcários do Cenomaniano; Noroeste, com formações do Cenozóico (Complexo de Benfica) e Miocénico; Este (Miocénico).
Segundo a carta geológica (folha 34-D, escala 1:50 000) de Lisboa, podem ser encontradas diversas formações que a seguir se descrevem:
- A Formação de Caneças tem uma idade entre o Albiano superior e o Cenomaniano médio, sendo constituída por calcários margosos dolomíticos. Só os 60 metros superiores afloram à superfície.
- A Formação da Bica[desambiguação necessária] data do Cenomaniano superior e é composta por calcários compactos e calcários apinhoados. Tem uma espessura que no máximo atinge os 50m. Nela podem ser encontrados elementos diversos como fósseis de Neolobites vibrayeanus, nódulos de sílex e biostomas de rudistas.
- O Complexo Vulcânico de Lisboa data do Cretácico superior e é formado por escoadas basálticas que alternam com níveis de materiais piroclásticos e aglomerados vulcânicos.
- A Formação de Benfica data do Eocénico até ao Oligocénico e é composto por argilas e margas de cor vermelha, e conglomerados com calcários rolados. Nela se encontram os Calcários de Alfornelos.

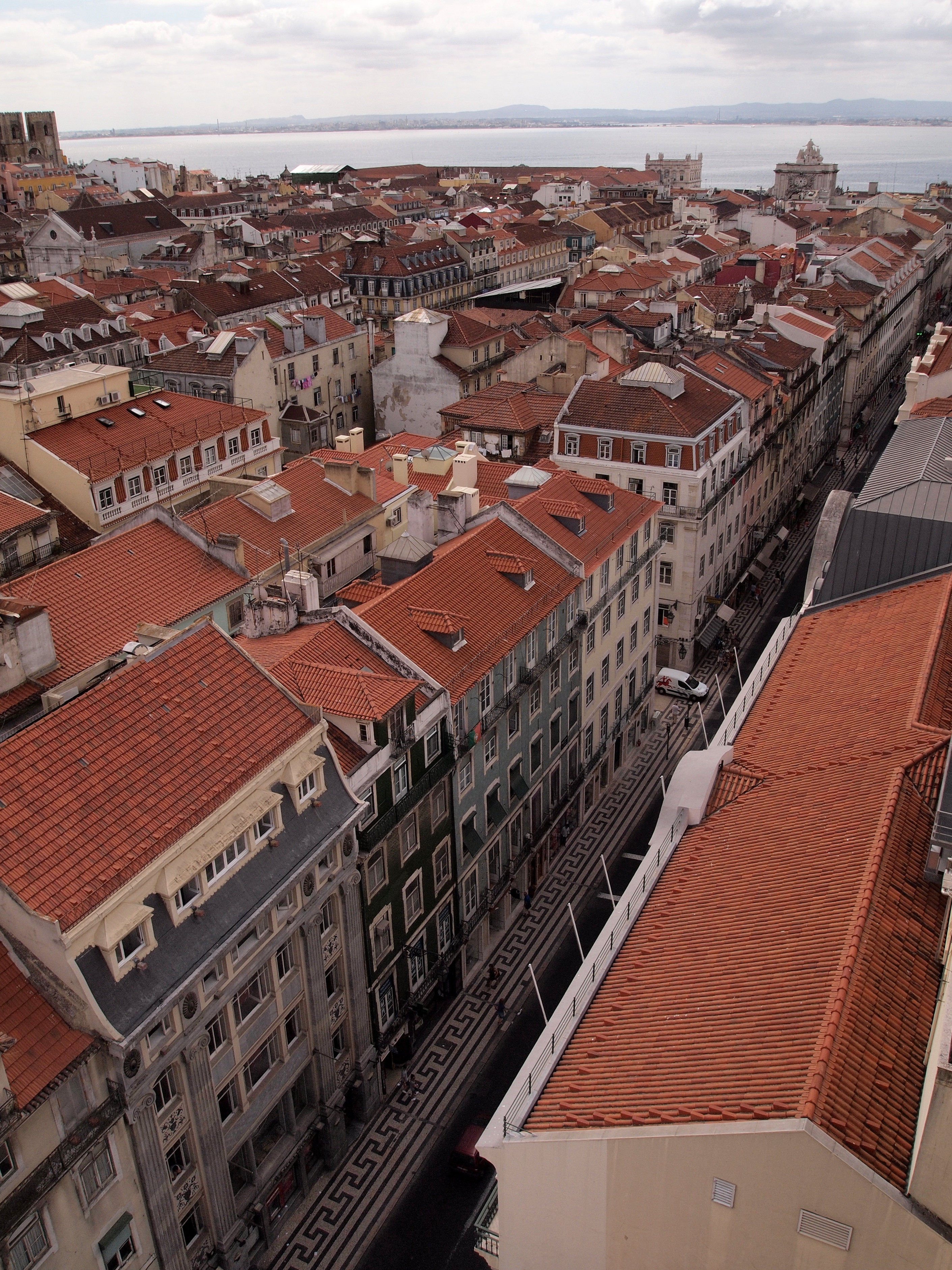
Vista da cidade

- As Camadas de Prazeres datam do Aquitaniano até ao Burdigaliano inferior. São compostas por argilas intercaladas por margas calcárias com fósseis de Venus riberoi e por níveis carbonosos. No topo podem ser encontradas argilas avermelhadas com canais formados por ostreídeos. Atinge uma espessura máxima de 45m.
- As Areolas de Avenida da Estefânia pertencem ao Burdigaliano. Basalmente são constituídas por areias e grés argilosos. Possuí também areias argilosas micáceas com fósseis de Chlamys pseudopandorae. A cumear estas areolas existem biocalcarenitos.
- Os Calcários de Entrecampos datam do Burdigaliano. No topo, a formação é coberta por areia de granulosidade fina e por siltitos argilosos, e mais profundamente existem biocalcarenitos finamente arenosos com grande quantidade de moldes de moluscos.
- As Argilas de Forno do Tijolo são datadas do Burdigaliano. São compostas por areias de carácter argiloso, por siltitos e por grés finos, com muitos fósseis que são intercalados por biocalcarenitos de aparição rara.
- As Areias de Quinta do Bacalhau pertencem ao Burdigaliano e são constituídas por areias do tipo fluvial e por argilas típicas de planícies de inundação. No topo, possui bancos de ostras intercaladas.
- O Calcário de Casal Vistoso pertence ao Burdigaliano e é composto por calcários arenosos, com moluscos e algas rodófitas. As areias com Placuna miocenica, como o nome indica, possui fósseis de Placuna miocenica. Data do Burdigaliano. São também compostas por areias do tipo fluvial, por argilas arenosas e por areias com pirolusite. Na parte superior podem ser encontradas areias típicas de deltas e de dunas.
- Os Calcários de Musgueira pertencem ao Langhiano. São constituídos por calcarenitos de tonalidade clara, com muitos fósseis, sobretudo de moluscos e rodófitas. Possuem 5 a 6m de espessura.
- As Areias de Vale de Chelas são do Langhiano, sendo compostas por areias tipicamente fluviais e feldspáticas. No topo existem areias dunares.
- Os Calcários de Quinta das Conchas são do Langhiano e são compostos, na base, por biocalcarenitos com ostras. No topo, são constituídos por biocalcarenitos que alternam com argilas siltosas.
- As Argilas azuis de Xabregas pertencem ao Langhiano. Como o nome indica são de tonalidade azul e são ricas em carapaças de organismos pelágicos. Por vezes neles ocorrem areias finas.
- Os Grés dos Grilos pertencem ao Langhiano e tem uma espessura que pode atingir 15m. São compostos por arenitos grosseiros de cor amarela. Possuem também alguns fósseis, como a os da espécie Ostrea crassissima.
- Os Calcários de Marvila datam desde o Serravaliano terminal até ao Tortoniano inferior. São compostos por arenitos calcários e calcários margosos.
- As Areolas de Braço de Prata podem atingir os 20m de espessura. São compostas por areias e arenitos finos intercalados por camadas de calcário margoso com muitos fósseis. Estas areolas datam de entre o Serravalino terminal e o Tortoniano inferior.
- Finalmente, as Areolas de Cabo Ruivo são constituídas, na parte superior, por areias, arenitos e argilas, e no topo por biocalcarenitos grosseiros. São do Serravaliano terminal até ao Tortoniano inferior.

Segundo o Protocolo CML - MNHN, de 1998, previa-se a classificação de diversas ocorrências de interesse geológico existentes na cidade de Lisboa. Estas ocorrências localizam-se nos seguintes locais: Av. Duarte Pacheco, Rua Fialho de Almeida, Av. Gulbenkian, Rua Sampaio Bruno, Avenida Infante Santo, Rua Amílcar Cabral, Boa Hora - Aliança Operária, Pedreira da Serafina, Travessa das Águas Livres e Rio Seco.